# ぞうむしプロ
ぞうむしプロは、日本の漫画家。『ぞうむしプロ合同会社』の代表も務める。
2016年に『43歳、漫画星』がウェブサイト『オモコロ』に掲載されてデビュー、2018年より『オモコロ』で『トラックドライバーの怪談』を連載開始。

## 来歴
小学校のころから漫画を描きはじめ、中学生のとき藤田和日郎の『連絡船奇譚』に衝撃を受け漫画家を志した。19歳のとき初めて編集者に漫画を見てもらうも「絵がヘタ」などと評価されデビューはならず、以後トラックドライバーとして生計を立てながら漫画を描く生活を送った。だが漫画家としては日の目を見ず、39歳のころには漫画原作者を志望して原作を編集者へ送るも、原作に一番重要なルール「その人にしかないもの、つまりストロングポイントを描くこと」などが欠けていると評され原作者としても挫折を味わった。その後、子どもが生まれたことをきっかけに「家族に自分が生きた証を残したい」と再度漫画家の道を目指した。
2016年12月、オモコロにエッセイ漫画『43歳、漫画星』を投稿、2018年に編集部との企画打合せを経て誕生した『トラックドライバーの怪談』がオモコロに掲載され話題となった。
『トラックドライバーの怪談』は物流センターの控室で聞いたトランクドライバーの雑談や「ヒヤリハット」などをもとにアレンジした漫画で、twitterアカウントでも作品を投稿しインプレッションが最大で約1750万回にも達した。
2022年3月『トラックドライバーの怪談』を電子書籍で配信し、さらに「紙での出版」を目指してクラウドファンディングで資金を募り、2023年に書籍『トラックドライバーの怪談　FIRST GEAR』を出版した。
2025年のインタビューでは、仕事量が増加したことから専業漫画家となるためトラックドライバーを引退し、物流倉庫業との兼業で漫画を描いていると語っている。
親戚には日本画家の冨田溪仙や漫画家の叔父がいる。